# Ensigha
Ensigha, ou N'Sigha, est une commune de la wilaya de Khenchela en Algérie.

## Géographie

### Situation
Le territoire de la commune d'Ensigha se situe au nord de la wilaya de Khenchela, au sud et à l'est de la ville de Khenchela. Sur le versant et le piémont sud-est de l'extrémité nord-est du massif de l'Aurès qui se termine par le Kef Tifekresse et le Ras Serdoun qui domine Khenchela.
Ensigha ne figure pas sur la carte géographique au 1/200000e de l'IGN 1959.

### Localités de la commune
Lors du découpage administratif de 1984, la commune d'Ensigha est constituée des localités suivantes : Centre de Tamayourt, Ouled Boughdir, Ouled Djebel, Ouled Bousseka, Ouled Reghis, Ouled Belgacem Ben Ali, Ouled Si Khelifa, Ouled Boukhil, Ouled Si Moussa.

## Personnalités liees a la commune
C'est sur le territoire de l'actuel Ensigha qu'est né: Abbès Laghrour, militant nationaliste du FLN durant la Guerre d'Algérie.